# Центр Разумкова
Украинский центр экономических и политических исследований имени Александра Разумкова (УЦЭПИ) (укр. Український центр економічних і політичних досліджень імені Олександра Разумкова, УЦЕПД) — украинский негосударственный аналитический центр по вопросам государственной политики.
Центр Разумкова проводит исследования в сферах внутренней, экономической, социальной, внешней, энергетической и оборонной политики.

## История
Организация основана как Украинский центр экономических и политических исследований 19 августа 1994 года. Основателем центра стал Александр Разумков, который работал в Администрации президента Украины (1994—1995), а затем с 1997 года являющийся заместителем секретаря СНБО Украины. Основной идей проекта являлось создание организации, которая предоставляла бы независимый политический анализ для государственных структур.
Разумков скончался 29 октября 1999 года и после его смерти часть его команды из СНБО перешла на работу в данный центр. Новым руководителем центра стал Анатолий Гриценко. 24 октября 2000 года центру было присвоено имя Александра Разумкова. Информационным партнёром центра стал украинский еженедельник «Зеркало недели», во главе которого находились бывший тесть и жена Разумкова — главный редактор Владимир Мостовой и его первый заместитель и дочь Юлия Мостовая. В 2003 году Гриценко женился на Мостовой.
Накануне президентских выборов на Украине 2004 года Гриценко вошёл в центральный избирательный штаб кандидата в президенты Украины Виктора Ющенко, стал автором его предвыборной программы и возглавил информационно-аналитическое направление работы его команды. Несмотря на это, Гриценко заявлял о том, что Центр Разумкова не будет оказывать поддержку избирательной кампании Виктора Ющенко. Тем не менее, Центр Разумкова сыграл важную роль в период Оранжевой революции. В ходе второго тура выборов, вместе с фондом «Демократические инициативы», были проведены экзитполы, показавшие массовую фальсификацию голосования, что послужило причиной начала акций протеста и проведения «третьего тура» президентских выборов, где победу одержал Ющенко.
После назначения Гриценко министром обороны Украины в феврале 2005 года новым руководителем центра стал Анатолий Рачок.
В 2014 году в рейтинге Global Go To Think Tank Index, который составляет Пенсильванский университет, Центр Разумкова занял 64-е место среди аналитических центров мира и 5-е место среди аналитических центров Центральной и Восточной Европы. В 2017 году в этом же рейтинге Центр Разумкова занял 44-е место среди аналитических центров мира и 4-е место среди аналитических центров Центральной и Восточной Европы.

## Деятельность
Центр Разумкова занимается изданием книг и брошюр тиражом до тысячи экземпляров, печатным периодическим изданием «Национальная безопасность и оборона» с тиражом до 1300 экземпляров. Издания центра ориентированы на экспертов и работников государственных органов. Результаты социологических опросов публикуются в украинских и мировых СМИ.
На 2007 год в Центре Разумкова работало 27 человек. По состоянию на 2017 год работниками центра являлись порядка 45 человек, а ещё около 100 человек работали по контракту. Всеукраинские социологические опросы проводят порядка 300 интервьюеров.
Обозреватель МИА «Россия сегодня» Ростислав Ищенко назвал Центр Разумкова «одной из наиболее известных экспертных структур в стране, поставлявшей кадры для всех украинских правительств, приходивших к власти в результате цветных переворотов».

## Финансирование
Спонсорами проекта «Национальный Еxit-poll 2004» директор социологической службы Центра Андрей Быченко назвал посольства Норвегии, Канады, Нидерландов, Великобритании, Дании, которые находятся на Украине, а также Швейцарскую дирекцию по вопросам развития и сотрудничества, Программу демократических грантов Посольства США в Украине, Канадское агентство международного развития, Шведское агентство по вопросам международного сотрудничества и развития Sida, Фонд Чарльза Стюарта Мотта, Национальный фонд демократии, международный фонд «Возрождения» и фонд «Евразия».
В 2013 году генеральный директор Центра Юрий Якименко отмечал, что поддержку Центру Разумкова оказывают фонд «Возрождения», Агентство США по международному развитию и программа Матра при Посольстве Нидерландов. Кроме того, Центр Разумкова сотрудничает с офисом связи НАТО на Украине.
Анатолий Несмиян в 2015 году указывал на то, что финансирование Центра осуществляет депутат Верховной рады и член партии «Батькивщина» Николай Мартыненко и ряд западных фондов.
Бюджет организации в 2015 году по данным официального сайта составлял 20,5 миллионов гривен, однако в работе В. Лисака и О. Агеевой «Современные украинские „мозговые центры“ как субъекты общественно-политического процесса в государстве» указывается, что среднегодовой бюджет центра составляет 4,5 миллиона гривен.

## Критика
Накануне парламентских выборов 2002 года один из лидеров партии «Рух» Богдан Бойко обвинил Центр Разумкова в координации государственного переворота на Украине при поддержке США.
Политолог и социолог Виктор Небоженко говорил о том, что Центр Разумкова в ходе парламентских выборов 2007 года работал на блок «Наша Украина — Народная самооборона» (НУНС).
Руководитель департамента избирательных технологий Агентства моделирования ситуаций Валерий Гончарук в 2017 году отмечал, что высокие места партии «Гражданская позиция» в социологических опросах Центра Разумкова обусловлены тем, что лидер партии Анатолий Гриценко также является и главой данного центра.

## Награды и премии
- «Неправительственная организация года в Центрально-Восточной Европе» по версии Экономического форума в Крынице (2004)[26][27][28]